# Johann Jürgens
Pour les articles homonymes, voir Jürgens.
Johann Jürgens, né le 19 novembre 1985 à Neubrandenburg, est un acteur allemand.

## Biographie
Johann Jürgens étudie à la Académie des arts dramatiques Ernst Busch (Hochschule für Schauspielkunst Ernst Busch) à Berlin.

## Filmographie
- 2010 : Il était une fois un meurtre (Das letzte Schweigen) : Georg
- 2010 : Goethe! de Philipp Stölzl : l'assesseur Schleyn
- 2011 : Die Unsichtbare : Nick
- 2012 : Wir wollten aufs Meer : Teucher
- 2014 : Schmitke : Thomas Gruber